# Pegomya icterica
Pegomya icterica är en tvåvingeart som först beskrevs av Holmgren 1872.  Pegomya icterica ingår i släktet Pegomya och familjen blomsterflugor. Arten är reproducerande i Sverige. Inga underarter finns listade i Catalogue of Life.